# Ivana Brlić-Mažuranić
Ivana Brlić-Mažuranić, hrvaška pisateljica, * 18. april 1874, Ogulin, Avstro-Ogrska (zdaj Hrvaška), † 21. september 1938, Zagreb.
Je prva in ena najbolj znanih hrvaških pisateljic za otroke in mladino; njen čut za jezik ji je prislužil vzdevek »hrvaški Andersen«.

## Življenjepis
Rodila se je v znani meščanski družini Mažuranić, kjer je pridobila svetovljansko vzgojo in znanje angleščine, nemščine, ruščine ter francoščine; v slednjem jeziku so nastala tudi njena prva dela. Odraščala je v Ogulinu, Karlovcu in Jastrebarskem. Pri osemnajstih se je poročila z Vatroslavom Brlićem in se preselila v družinsko hišo Brlićevih v Slavonski Brod (tedaj Brod na Savi).
Z možem sta imela sedem otrok, kar jo je spodbudilo k pisanju zanje. V tem obdobju so nastala njena najbolj znana dela, med njimi Čudovite dogodivščine vajenca Hlapiča (Čudnovate zgode šegrta Hlapića, 1913), Pripovedke iz davnine (Priče iz davnine, 1916) in Jaša Dalmatin, podkralj Gudžerata (Jaša Dalmatin, potkralj Gudžerata, 1937). Motivika njenih zgodb, posebej Pripovedk iz davnine, črpa iz predkrščanske slovanske mitologije, z njimi vzgaja in vsaka prigoda ima svoj nauk. Objavila je tudi številne pesmi, pravljice, basni, pripovedke in eseje v hrvaških revijah.
Poleg tega je bila aktivna v hrvaškem narodnem preporodu. Kot borko proti madžarizaciji jo je odlikoval škof Josip Juraj Strossmayer. Že za časa svojega življenja je bila priznana tudi po svojem literarnem ustvarjanju in bila leta 1937 kot prva ženska sprejeta za članico Jugoslovanske akademije znanosti in umetnosti. Hrvaški akademiki so jo večkrat nominirali za Nobelovo nagrado za književnost, ki pa je do konca življenja ni prejela.
Dolga leta se je borila z depresijo; po eni od hujših epizod v njenih zadnjih letih so se njeni otroci po posvetu z zdravnikom odločili, da bo živela sama z negovalko v svoji hiši. Zaradi odtujenosti od družine pa je še bolj trpela. Naposled je bila hospitalizirana v zagrebški bolnišnici Srebrnjak, kjer je 1938 storila samomor. Pokopana je v družinski grobnici na zagrebškem pokopališču Mirogoj.